# Zygosporium verticillatum
Zygosporium verticillatum är en svampart som beskrevs av S.B. Thakur & Udipi 1976. Zygosporium verticillatum ingår i släktet Zygosporium, divisionen sporsäcksvampar och riket svampar.   Inga underarter finns listade i Catalogue of Life.